# Аронија
Аронија (Aronia) је бобичасто воће, слично боровници и високоотпорно на ниске температуре, због чега се назива и сибирска боровница. Расте на листопадном грму. Постоје две - три врсте. Пореклом с истока Северне Америке. Дрво ароније нарасте најчешће 1-6 метара. Бујног је раста, а резидбом се обликује у мањи грм. Најчешће обитава у влажним шумама и мочварама. Често се гаји и као украсна биљка. 
Поседује високи степен отпорности на мраз, тако да је отпорна на зиму и до -47° C. Због тога је доста распрострањена у Русији, Финској и Шведској. Такође је отпорна и на сушу, инсекте, загађења и болести.

## Опис
Опрашују је пчеле и ветар, а у јесен листови мењају боју у црвене нијансе. Листови ароније су једноставни, поређани наизменично. Цветови су мали, састоје се од пет латица и пет чашичних листића. Плодови су јој бобице које нису јестиве свеже, јер су горког укуса (осим црвеноплодне ароније), али се често користе у припреми вина, џемова, чајева, сирупа, компота, ликера, и сл. Такође, се користе као зачин и боја у пићима и јогурту. Плодовима ароније се хране птице, тако да се њено семе распрострањује и птичјим изметом.

## Врсте

### Црвеноплодна аронија
'Црвеноплодна аронија' нарасте 2-4 му висину, ређе 6 м. Листови су јој 5-8 цм широки. Цветови су јој бели или бледо ружичасти, отприлике 1 цм широки. Плод је црвен, 4-10 мм широк и отпоран на зиму.

### Црноплодна аронија
Црноплодна аронија нарасте у висину мало мање од 1 м, а ретки примерци су нарасли 3 м. Листови су најчешће 6 цм широки. Цветови су бели, имају 1,5 цм ширине. Испочетка је плод црвене боје. Кад нарасте, плод је црне боје, величине 6-9 мм.

### Љубичастоплодна аронија
Љубичастоплодна аронија (Aronia × prunifolia) сматра се хибридом црвеноплодне и црноплодне ароније, док је неки сматрају и засебном врстом (лат. Aronia prunifolia). Цвета од априла до јула. Плод јој је тамнољубичасте до црне боје, 7-10 мм широк.

## Историја
Аронија је доспела у Европу из источног дела Северне Америке. Наводно су је познавали тамошњи Индијанци, њене плодове су сушили и употребљавали за зимске погаче. Аронију као храну и лек су први почели употребљавати северноамерички Индијанци. Како плодови ароније дуго времена остају на грму и не кваре се, Индијанци су се хранили њиме, плодове су сушили и млели, те мешали са животињском машћу и осушеним месом. Сушени плодови ароније били су храна за зиму, и лек против желудачних и цревних тегоба. Осим зрелих плодова, северноамерички Индијанци су као лек употребљавали и листове и кору ароније. Лети су сушили листове и кору, припремали су чај, који су користили као средство за заустављање крварења из рана.
У Европи је аронија привукла пажњу због своје лепоте, јер су њени бели цветови једни од најлепших цветова грмоликих биљака. Године 1972. црноплодна аронија је примила награду Краљевског вртларског удружења у Енглеској. Једном су је у већој количини посадили такође у Словенији, иако није била посебно прихваћена, пре свега због непознавања лековитих својстава, која аронија нуди.

## Сок од ароније
Последњих пар година сок од ароније је постао веома тражен и цењен у фитотерапији. Иако је до скоро слабо била позната, данас се сибирска аронија може набавити и у нашој земљи. Њено узгајање је веома лако. Такође нема природних непријатеља, па није потребно да је прскамо, због тога и спада у 100 посто еколошку биљку. Позната је по томе што подиже целокупни имунитет организма, одличан је антиоксиданс, има чак антиканцерогено и антивирусно дејство. Аронија је и храна и лек истовремено.

## Својства ароније
Биљка аронија спада у бобичасто воће,  својим изгледом подсећа на боровницу, те је због тога још и називају сибирска боровница. Потиче из Северне Америке, одакле је пренета у Европу. Отпорна је на ниске температуре. Добро подноси хладну зиму и јак мраз. Расте у облику грма, може да достигне висину око два метра. Лековит и јестив део биљке је плод који је нешто опоријег укуса од боровница.
Плодови ароније се задржавају на грму и до два месеца након сазревања. Биљка сазрева у августу и септембру месецу. У њеном узгоју се не користе штетни пестициди. Није захтевна за гајење, а у многим деловима света, ово воће се са правом сврстава у лековито биље, управо због своје изузетне лековитости. 
Када се прави сируп од ароније у њему се и даље налази исто оно што садржи и свежа бобица – не губи на лековитим својствима. Аронија је богата витаминима А, Б, Б1, Б2, Б3, Б6 И Б9, Ц ,П и Е. Поред наведених витамина, драгоцени сок од ароније у себи садржи и минерале као што су: калцијум, калијум, манган, гвожђе, јод, фосфор и цинк.
Уз све ове минерале и витамине, у аронији постоји и један од најјачих антиоксиданаса - антоцијанин. Једном када овај антиоксиданс доспе у наш организам, снажно делује на његову детоксикацију и избацивање свих штетних материја које се налазе у нашем телу. Према ТЕАЦ И ОРАЦ стандардима сок ароније има највеће антиоксидативно деловање међу свим бобичастим и орашастим воћем.

## Ефекти сирупа
Многа истраживања су открила да ова биљка тамних бобица побољшава циркулацију крви, а да свакодневним коришћењем смањује нивое холестерола и триглицерида, на тај начин штити наш кардиоваскуларни систем.
Одлично прочишћава крв, ублажава мигрену и главобољу, повољно делује на желудац и црева, зауставља пролив, обара повишен притисак, спречава разбој бактеријских и вирусних инфекција, те нам поправља имунитет.
Аронијин сок има благотворан утицај на јетру и жуч, јер их прочишћава и омогућује правилан рад ових органа. Важно је напоменути да он регулише и излучивање, као и  правилан рад хормона штитне жлезде, те регулацију рада панкреаса. Познато је да у данашње време постоји много људи који су оболели од рака, тако да је веома важно да предузмете мере предострожности уз матични сок од ароније.
Можете да се храните здраво, да се бавите физичким активностима, али исто тако можете и да узимате овај домаћи сок, који како је научно доказано помаже у превенцији код најтежих болести. Због високог садржаја актиоксидативних јединица, спречава појаву канцера и помаже у лечењу малигних обољења тиме што уништава ћелије рака. Такође помаже и код Алцхајмерове болести.
Чудновато, али исто тако и истинито, аронија нуди и заштиту од болести очију, тј. мишићне дегенеративности очију. Ово је неизлечива болест, која доводи до слепила. А студије су показале да особе које конзумирају сок од ароније имају мање шансе за да добију ову болест. Аронија подстиче и зарастање рана, успорава старење коже и организма, такође спречава и настанак бора и штити од негативног УВ зрачења. 

## Производња
Сок од ароније може купити или самостално правити. Аронија се често употребљава у сушеном облику која може и да се једе, али се ипак најчешће прерађује у сок.
Замрзавање нема негативан утицај на квалитет сока јер је познато да аронија врло добро подноси ниске температуре, па ће после одмрзавања постати још сочнија, са више сока него кад је свежа. Најбоље је одмрзнуту аронију процедити или пропустити кроз машину за млевење меса, да би се добио прави матични сок, или како га још неки називају и хладни цеђени сок. У добијени сок од ароније не треба да се додаје конзерванс. Такође препорука је да се пије без шећера и других заслађивача.